# Kepler-186 e
Kepler-186 e est une planète en orbite autour de l'étoile naine rouge Kepler-186. Il s'agit de la quatrième planète en termes de distance à cette étoile ; elle est située dans la zone chaude (plus proche de l'étoile que la zone habitable).